# باول جيرهارد يان
باول جيرهارد جان (بالألمانية: Paul Gerhard Jahn)‏ هو عالم عقيدة ألماني، ولد في 1925 في برلين في ألمانيا، وتوفي في 12 يوليو 2004 في هانوفر في ألمانيا.